# Битва при Браге (1809)
В битве при Браге (также встречаются названия Битва под Повуа-де-Ланьозу или Битва при Карвалью-д’Эсте), произошедшей 20 марта 1809 года, имперский французский корпус во главе с маршалом Никола Сультом атаковал португальскую армию под командованием барона Кристиана Адольфа Фридриха фон Эбена. Профессиональные солдаты Сульта уничтожили множество противников, в основном плохо дисциплинированных и слабо вооружённых ополченцев. Сражение произошло во время Пиренейских войн, являющихся частью Наполеоновских войн. Брага находится на расстоянии около 45 км к северо-востоку от Порту.
В битве при Ла-Корунье 16 января 1809 года британцы одержали тактическую победу над 2-м корпусом Сульта. Однако Королевский флот вскоре эвакуировал армию англичан из северо-западной Испании. Освободившись от британского вмешательства, Сульт начал планировать вторжение в северную Португалию. Из Оренсе в Испании французы пошли на юг, чтобы захватить Шавиш в Португалии, а затем двинулись на запад к Браге. На небольшом расстоянии к востоку от Браги французы натолкнулись на португальскую армию, но Сульт несколько дней ждал прибытия всех своих войск. За это время мятежные португальцы убили своего командира Бернарда Фрейре де Андраде, поставив командиром Эбена. Как только всё было готово, Сульт без особого труда разбил своих противников. Следующим сражением стала первая битва при Порту.